# Dąbrówka Malborska (przystanek kolejowy)
Dąbrówka Malborska – przystanek kolejowy z posterunkiem odgałęźnym (zlikwidowanym w 2014) w Dąbrówce Malborskiej, w województwie pomorskim, w Polsce. W latach 1840–1855 była to stacja kolejowa.

## Ruch pasażerski[1]
| Rok  | Wymiana pasażerska na dobę |
| ---- | -------------------------- |
| 2017 | 10-19                      |
| 2018 | 10-19                      |
| 2019 | 10-19                      |
| 2020 | 10-19                      |
| 2021 | 10-19                      |
| 2022 | 10-19                      |
| 2023 | 10-19                      |